# Régina
Régina és un municipi francès, situat a la regió d'ultramar de la Guaiana Francesa. L'any 2006 tenia 818 habitants. Limita al nord amb l'oceà Atlàntic, al sud amb Camopi, a l'est amb Ouanary i Saint-Georges-de-l'Oyapock i a l'oest amb Roura, Saül i Saint-Élie. Rep el seu nom de Louis Athanase Theophane Régina (1868-1922) i al seu territori hi ha 95.000 hectàrees de la Reserva Natural de Kaw.

En roig el territori comunal de Régina.

## Demografia
| 1962                                       | 1968 | 1975 | 1982 | 1990 | 1999 |
| ------------------------------------------ | ---- | ---- | ---- | ---- | ---- |
| 642                                        | 430  | 366  | 499  | 528  | 765  |
| Des de 1962: població sense dobles comptes |      |      |      |      |      |

## Administració
| Període | Identitat      | Partit        |
| ------- | -------------- | ------------- |
| 2001-   | Justin Anatole | Divers droite |